# Москвин, Анатолий Юрьевич
Анато́лий Ю́рьевич Москви́н (род. 1 сентября 1966 года, Горький, Горьковская область, РСФСР, СССР) — российский краевед-некрополист, лингвист-полиглот, переводчик, журналист и составитель словарей. Хранил более двадцати мумифицированных тел девочек в своей квартире и одно в гараже. С диагнозом шизофрения направлен на принудительное лечение судом по обвинению в надругательстве над телами умерших.

## Биография
Окончил аспирантуру филологического факультета МГУ имени М. В. Ломоносова, где на кафедре германской и кельтской филологии под научным руководством И. А. Ершовой писал диссертацию. Преподавал кельтологию в Нижегородском лингвистическом университете.
В 2006—2010 годах работал в качестве внештатного корреспондента в газете «Нижегородский рабочий», где дважды в месяц публиковались его исторические и краеведческие очерки, а с 2008 по 2010 год — имевшие значительный резонанс статьи об истории местных кладбищ — некрополистике. Планировал выпустить книгу «Нижегородский некрополь». Как сам Анатолий Москвин сообщал в интервью 2007 года, за предшествующие 20 лет он изучил более 750 кладбищ в Нижегородской области и других регионах России. Был основным автором газеты «Некролог НН», опубликовал там несколько десятков кладбищенских очерков, гонорар при этом не получал. В 2011 году публиковал краеведческие статьи в газете «Нижегородские новости». Регулярно выступал с лекциями, оказывал помощь в поиске могил родственников.
Автор нескольких словарей, а также переводчик книги «История свастики» и автор приложения к ней «Крест без распятого» (2007). Издатель электронного альманаха «Кельтский рассвет» (с декабря 1997). Последние годы занимался вопросами нижегородского краеведения, издавал электронный альманах «Память земли» (с июля 2005). Владеет 13 языками, обладает личной библиотекой в 60 тысяч томов.
По рассказам Москвина, будучи студентом, состоял в обществе люцифериан (которых отличал от сатанистов), проводил ритуалы с мёртвыми животными, сдавал зачёт по чёрной магии, давал обет целибата и воздержания от спиртного и курения, отвергал христианство. Считал себя язычником. По словам Г. Щеглова, редактора издательства, в котором печатал книги Москвин, хотел удочерить девочку.

## Уголовное дело и принудительное лечение
2 ноября 2011 года при обыске в квартире, где Москвин проживал вместе с родителями, и в его гараже было обнаружено 26 мумифицированных тел — ростовых кукол, изготовленных из выкопанных на кладбищах останков девушек. По данным следствия, тела извлекались из могил на кладбищах «Новое Стригинское», «Ново-Сормовское», «Марьина Роща», «Румянцево», «Нижегородское» Кстовского района Нижегородской области, а также Кузьминском кладбище Москвы и Долгопрудненском Южном кладбище. Москвину предъявлено обвинение по статье 244 УК РФ «Надругательство над могилами и телами умерших».
В мае 2012 года состоялся суд. Москвин был признан невменяемым; суд освободил его от уголовной ответственности, назначив принудительное психиатрическое лечение. Сторона обвинения была удовлетворена решением и отказалась обжаловать приговор. Москвин был направлен в психиатрическую больницу на полгода, однако каждые полгода суд продлевает срок ещё на полгода. Делом Москвина занялась адвокат В. Волкова, известная защитой группы Pussy Riot. Летом 2015 года Москвин был отправлен на повторную психиатрическую экспертизу, и 30 июля принудительное лечение было продлено.
Руководитель следственного управления Следственного комитета РФ по Нижегородской области В. Стравинскас назвал дело Москвина исключительным и не имеющим аналогов в современной криминалистике случаем. Коллеги отзывались о подсудимом как о добром, гениальном и пунктуальном специалисте-исследователе, странности относили к «причудам интеллигента».

## В массовой культуре
«Доказательства вины» — "Почерк маньяка" (2012)